# Flavio Favelli
Flavio Favelli (Firenze, 1967) è un artista italiano.

## Biografia
Dopo la Laurea in Storia Orientale all'Università di Bologna, prende parte al Link Project (1995-2001). Partecipa alla residenza TAM a Pietrarubbia diretta da Arnaldo Pomodoro nel 1995 e al Corso Superiore Arti Visive della Fondazione Ratti con Allan Kaprow nel 1997. Flavio Favelli vive e lavora a Savigno (Bologna).

## Principali esposizioni, progetti e realizzazioni
Ha esposto in spazi pubblici e privati in Italia e all'estero, come i musei: MACRO e MAXXI di Roma, MAMbo di Bologna, Museo Marino Marini di Firenze, Palazzo Riso di Palermo, Centro per l'Arte Contemporanea Luigi Pecci di Prato, Fondazione Sandretto Re Rebaudengo di Torino, Maison Rouge - Fondation Antoine de Galbert di Parigi, Projectspace 176, Londra. 
Fra le principali mostre collettive si ricordano quelle tenute alla Peggy Guggenheim Collection di Venezia, alla GAMeC di Bergamo, al Castello di Rivoli e alla GAM di Torino, all'11° Biennale dell'Avana, al festival No Soul For Sale della Tate Modern di Londra, alla Fondazione Pomodoro a Milano, al Museo MADRE e al PAN di Napoli, al MOCA di Shanghai, a Villa delle Rose - GAM di Bologna, al Museo d'arte moderna di Saint-Étienne, al Museion di Bolzano e all'Elgiz Museum di Istanbul. 
Ha partecipato alla XIII Biennale di Scultura a Carrara e alla XV Quadriennale di Roma al Palazzo delle Esposizioni nonché alla mostra "Italics" a Palazzo Grassi, Venezia, poi itinerante all'MCA di Chicago. Nel 2015 le sue collaborazioni con l'azienda Fabbri sono state esposte nella mostra "Corporate Art" organizzata da pptArt e dalla Galleria nazionale d'arte moderna e contemporanea a Roma.
Ha progettato e realizzato due installazioni bar funzionanti al MAMbo di Bologna e al MARCA di Catanzaro e due ambienti pubblici permanenti: Vestibolo nella Sede ANAS di Venezia di Palazzetto Foscari e Sala d'Attesa nel Pantheon di Bologna all'interno del Cimitero monumentale della Certosa di Bologna, che accoglie la celebrazione di funerali laici. 
Nel 2009 è stato l'artista prescelto per Acrobazie #5, progetto di Unicredit Group al Centro Fatebenefratelli di San Colombano al Lambro (Mi). Nel 2010 è stato invece in residenza all'American Academy di Roma per l'Italian Fellowship. 
Ha partecipato a due Biennali di Venezia: la 50° ("Clandestini", a cura di F. Bonami) e la 55° ("Vice versa", Padiglione Italia a cura di B. Pietromarchi).
Nel 2014 svolgerà una residenza d'artista all'Ambasciata d'Italia a Istanbul, invitato dall'associazione Album Arte. Per il 2015 ottiene una residenza-studio presso la NARS Foundation di New York.
Ha partecipato a seminari e conferenze presso l'Accademia di Belle Arti di Venezia, l'Accademia di belle arti di Brera a Milano al Politecnico di Torino, all'Università di Bolzano e Bologna e presso numerose altre istituzioni pubbliche e private.
Le sue opere sono presenti in collezioni pubbliche e private come la 
Galleria d'Arte Moderna e Fondazione Sandretto Re Rebaudengo a Torino,  Mambo, Bologna Fiere e Fondazione Furla a Bologna, La Maison Rouge -  Fondation Antoine De Galbert a Parigi, Collezione La Gaia a Cuneo, Civiche Raccolte d'Arte e Fiera Milano a Milano, MACRO e Nomas Foundation a Roma, Museo Arte Contemporanea Villa Croce a Genova, Zabludowicz Collection a Londra, Collezione Elgiz e Yapi Kredi a Istanbul e Collezione Unicredit Banca; nel 2008 il Museo MAXXI di Roma ha acquistato una sua grande installazione dal titolo "La Terza Camera".

### Monografie
- C. Perrella, V. Urbani (texts by), Grape Juice, Maretti Editore, 2015
- A. Salvadori (curated by), C. Sharp, S. Menegoi, A. Yedgar (texts by), Flavio Favelli, Mousse Publishing, Milano, 2013
- A. Grulli, D. Ferri, Super Blu, Mare Termale Bolognese, 2010
- L. Pratesi, S. Brunetti, C. Corbetta, La Rotonda, Silvana Editoriale, Milan, 2010
- E. Fulco, A. Grulli, Acrobazie #5, Corraini Editore, Bologna, 2010
- L. Parola, M. Farronato, D. Ferri, L. Barreca, Sala d'Attesa, FAU, 2008
- L. Pratesi, E. Trevi, S. Brunetti, La terza camera, Cinecittàdue, Rome, 2007
- F. Bonami, I. Bonacossa, Ambient Tour, Electa, Milan, 2007
- R. Gavarro, Vermut Hall, Fondazione Volume, 2006
- S. Pezzato, M. Fortunato, I. Bonacossa, Vestibolo, Anas Segno Associati, 2005
- S. Risaliti, S. Solimano, Prima Sala D'Aspetto, Neos Edizioni, 2005
- S. Pezzato, Vestibolo d'Aspetto, C.Arte, Prato n. 4, 2005
- D. Ferri, Collezione FF, Museo dell'Arredo Contemporaneo, Edizioni Essegi, Ravenna, 2004
- S. Risaliti, A. Lissoni, S. Gualdi, Flavio Favelli, FAU Books, 2003
- M. P. Mazzocchi, A. Capasso, M. Pozzati, Catetere, Bologna, 2001
- A. Capasso, D. Antonini, Maze Art Gallery, Nuova Icona, 2001
- T. Trini, M. P. Mazzocchi, Sentirsi mancare, Galleria Otto, Bologna, 1999

### Altri testi e cataloghi
- Personal foodonsale, 50 ricette d'artista, Fortino Editions, 2014
- AA.VV. and D. Ferri, A. Grulli (curated by), Sentimiento Nuevo, Un'antologia, MAMBO, Bologna, 2013
- AA.VV., Vice Versa, catalogue of the Italian Pavillion at the 50th International Art Exhibition, La Biennale di Venezia, Venice, 2013
- C. Lauf (curated by), A Very Light Art, Ca' Rezzonico, Venice, 2013
- G. Scalise (poems by), F. Favelli (works by), Che cosa volete sapere?, Corraini, Bologna 2013
- Marcella Beccaria (curated by), La Storia che non ho vissuto, Castello di Rivoli, Turin, 2012
- AA.VV., Carte Libro, Danilo Montanari, Ravenna, 2012
- Giacinto di Pietrantonio (curated by), Fuori Uso in Opera, 2012
- AA.VV., Neon, La materia luminosa dell'arte, Quodlibet, 2012
- AA.VV., Oncena Bienal de La Habana, Maretti Editore, 2012
- AA.VV., Dentro e fuori luogo | Premio Terna 04, Silvana Editoriale, Milan, 2012
- AA.VV., Cardi Black Box, 2012
- AA.VV., Il Bel Paese dell'Arte, GAMEC, Nomos Edizioni, 2011
- Daniela Bigi (curated by), Sotto quale cielo?, Electa, Milan, 2011
- AA.VV., Italia ora, Prismi Editrice, 2011
- AA.VV., Nosadella.due Residency Programme Journal 2007-2011, 2011
- L. Pignatti (curated by), Mind the map, Postmedia Books, Milan, 2011
- B. Pietromarchi, Italia in opera, Bollati Boringhieri, Turin, 2011
- M. Benucci, M. Trulli, C. Zecchi (curated by), Drawing a new memory, Gangemi, Rome, 2011
- AA.VV., I Quaderni di Riso, Electa, Milan, 2010
- AA. VV., La scultura italiana del XXI secolo, Fondazione Arnaldo Pomodoro, 2010
- E. De Cecco (curated by), Arte-mondo, storia dell'arte, storie dell'arte, Postmedia Books, Milan, 2010
- AA. VV., Videoreport Italia 2008 09, 2010
- AA.VV. (texts by), Il confine evanescente Arte Italiana 1960-2010, Electa, Milan, 2010
- G. Marziani, S. and R. Sciarretta (texts by), Cosmogonia, Le supernova del collezionismo italiano, 2010
- AA. VV., Spazio, dalle collezioni d'arte e d'architettura del Maxxi, Electa, Milan, 2010
- AA. VV., Tusciaelecta Arte Contemporanea nel Chianti 1996/2010, Quodlibet, 2010
- E. Fulco, A. Massari (texts by), 1/2/3/4/5 Acrobazie, Unicredit, 2010
- A. Bonito Oliva, Squares of Rome, 2010
- AA. VV., Souvenir d'Italie - A noprofit art story, Mousse Publishing, Milan, 2010
- AA. VV., IM 03, L'immagine sottile: opere per la collezione della GCA di Monfalcone, 2009
- M. Mojana (curated by), Un secolo e 4, Premio Fabbri terza edizione, 2009
- AA. VV., Premio Terna per l'arte contemporanea 02, Silvana Editoriale, Milan, 2009
- AA. VV., Speculazioni d'artista, quattro generazioni allo specchio, CAM Editrice, 2009
- A. Ajò, D. Bigi (curated by), La casa oltre, 2008
- AA.VV., Visione Urbane Contemporanee, Gangemi, Rome, 2008
- AA. VV., Volume 1998-2008, Fondazione Volume, Rome, 2008
- L. Pratesi (curated by), Fondazione Guastalla, Rome, 2008
- E. Cristallini (curated by), L'arte fuori dal museo, Gangemi, Rome, 2008
- AA.VV., Italics - 1968-2008, Electa, Milan, 2008
- AA. VV., Nient'altro che scultura, 13ª Biennale di Carrara, Silvana Editoriale, Milan, 2008
- AA.VV., L'Alba di domani, Elgiz Museum, Istanbul, 2008
- AA. VV., Premio Terna per l'arte contemporanea 01, Silvana Editoriale, Milan, 2008
- S. Menegoi, Archeologia del presente, Electa, Milan, 2008
- L. M. Barbero, Why glass?, Charta, Milan, 2008
- AA. VV., 15° Quadriennale d'arte di Roma, Marsilio, Venice, 2008
- AA.VV., Camera con Vista, Skira, Milan, 2007
- AA.VV., L'arte pubblica nello spazio urbano, Bruno Mondadori, Milan, 2007
- AA.VV., Où? Scenes du sud: Espagne, Italie, Portugal, Archibooks, 2007
- AA. VV., Natura e Metamorfosi, Damiani, Bologna, 2006
- AA.VV., Polemos, Silvana Editoriale, Milan, 2006
- AA.VV., Uscita Pistoia, Gli Ori, Prato, 2006
- C. Pilati, Strade Blu Arte, Damiani, Bologna, 2006
- AA.VV., Giardino, Electa, Milan, 2006
- AA.VV., Domicile privé/public, Somogy Editions, 2005
- AA.VV., Works from Collezione Sandretto Re Rebaudengo, Skira, Milan, 2005
- R. Caldura (curated by), Citying, Comune di Venezia, 2005
- A. Zevi, Peripezie del dopoguerra nell'arte italiana, Einaudi, Turin, 2005
- D. Ferri, Bologna Contemporanea, GAM, Damiani, Bologna, 2005
- AA. VV., MR - La Maison Rouge, Fage Editions, Paris, 2004
- A. Madesani (curated by), Cantieri dell'Arte, Silvana Editoriale, Milan, 2004
- M. Paderni, M. Senaldi (curated by), Suburbia, Comune di Reggio Emilia, 2004
- T. Conti, Four Rooms, Edizioni Marcovaldo, 2004
- AA. VV., Sogni e Conflitti, catalogue of the 50th International Art Exhibition, Marsilio Editore, Venice, 2003
- C. Pilati, Eco e Narciso, Electa, Milan, 2003
- M. Pugliese, Dialogo nello Spazio César-Favelli, Civiche Raccolte d'Arte, Milan, 2002
- L. Parola, La Mia Casa Dov'è? Where is My Home?, Istituto Culturale Italiano, Nuova Icona, 2002
- A. Madesani, Le Icone Fluttuanti, Bruno Mondadori, Milan, 2002
- F. Bonami (curated by), Exit, Oscar Mondadori, 2002
- E. Di Mauro, Una Babele Postmoderna, Mazzotta, Milano, 2002
- S. Gualdi, 8 Artisti 8 Critici 8 Stanze, Hopefulmonster, Turin, 2001
- L. Parola, Laboratorio 1 memorie accumulazioni archivi, Regione Piemonte, 2000
- A. Capasso, Notte fonda, Zowart, 2000
- A. Calbi (curated by), Teatri 90, Comune di Milano, Milan, 1999